# Бахани (Могилёвская область)
Баха́ни (бел. Бахані) — деревня в составе Техтинского сельсовета Белыничского района Могилёвской области Республики Беларусь.

## История
В 1673 году упоминается как фольварк Бахань в Оршанском повете ВКЛ.

## Население
- 2010 год — 75 человек